# De Roos (Hasselt)

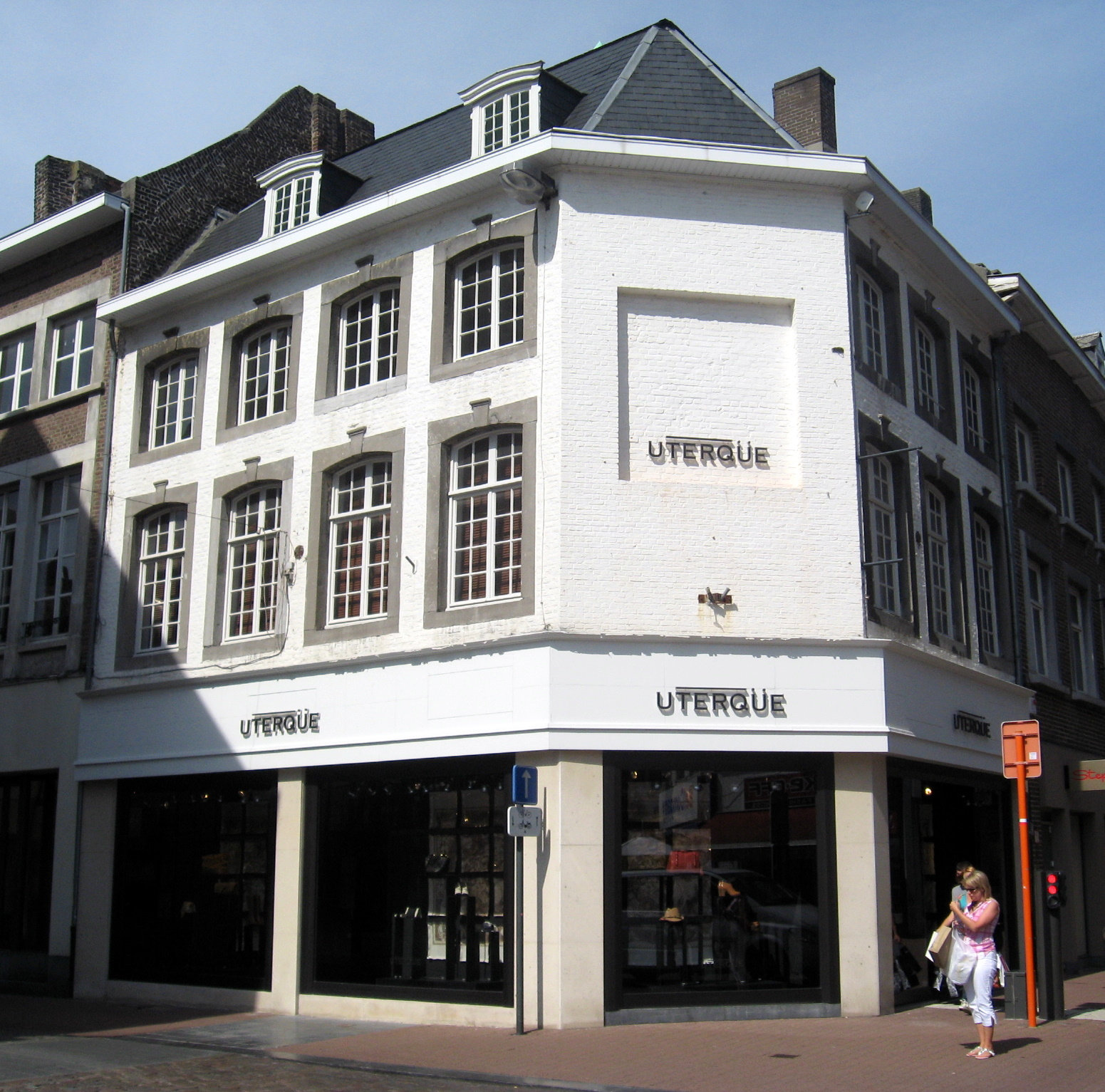
De Roos

De Roos is een hoekhuis aan de Hoogstraat 2, hoek Kapelstraat te Hasselt (België).
Het huis werd in de eerste helft van de 15e eeuw Die Roese genoemd. Daarna werd het een slagerij en heette het: Pypelincks huys. In de 16e eeuw was het een herberg, en vanaf de 19e eeuw een winkel. Ook tegenwoordig is dat nog zo.
Het huidige pand stamt overigens uit de 2e helft van de 18e eeuw en is in classicistische stijl gebouwd. Later werd een hoek van het huis afgesneden, waardoor er een blinde travee ontstond. De gevel van de benedenverdieping werd geheel gewijzigd en aangepast aan de winkelbestemming. Een koperen roos op de nok van het dak symboliseert de naam van het huis.
In 1983 werd het pand geklasseerd als monument.